# Herman Müntz
(Chaim) Herman Müntz, né le 28 août 1884 à Łódź et mort le 17 avril 1956 en Suède, est un mathématicien allemand, principalement connu pour son théorème de Müntz

## Biographie
Müntz naît à Łódź (appartenant alors au gouvernement de Piotrków de l'Empire russe, maintenant en Pologne) dans une famille juive sécularisé, qui avait adopté une orthographe allemande du nom de famille Minc. Il y fait ses études à la Friedrich-Wilhelms-Universität de Berlin, où il obtient son diplôme en 1906. Il y rédige une thèse de doctorat sur les équations aux dérivées partielles et le problème de Plateau en 1910, sous la direction du célèbre mathématicien Hermann Amandus Schwarz.
En 1914, il obtient un poste d'enseignant dans une école près de Heppenheim, et un an plus tard un autre à Hochwaldhausen. Il devient citoyen allemand en 1919. À cette époque, il fait une dépression et retourne en Pologne avec sa femme, mais il se remet rapidement à publier des articles mathématiques. Le couple déménage à Göttingen en 1921 et Müntz s'impliqué dans des travaux d'édition, de révision et de traduction, ainsi que dans la recherche. A cette époque puis à partir de 1924 à Berlin, il tente d'obtenir un poste universitaire qu'il n'obtient pas car il n'est pas habilité. En 1927, il travaille en étroite collaboration avec Albert Einstein.
En 1929, il obtient un poste de professeur à l'Université d'État de Leningrad, où il enseigne, fait de la recherche, s'occupe de l'administration et édite Lyapunov. Bien qu'il ait quitté l'Allemagne avant que les nazis ne prennent le pouvoir en 1933, certains chercheurs le considèrent comme l'un des premiers émigrants juifs de l'Allemagne nazie. Sa carrière est grandement affectée par l'antisémitisme et il ne peut pas retourner en Allemagne, contrairement aux premiers émigrants non juifs tels qu'Eberhard Hopf et Wilhelm Maier,.
Il a beaucoup écrit sur le judaïsme et des sujets connexes. En 1907, son livre Wir Juden est publié à Berlin. Il était un correspondant de Martin Buber, et a beaucoup écrit pour le journal de celui-ci, Der Jude.

## Publications
- Muntz, Ch. H., Über den Approximationssatz von Weierstrass, (1914) dans Festschrift de HA Schwarz, pp. – .
- Muntz, Ch. H., "Zum Randwertproblem der partiellen Differentialgleichung der minimal Flächen (thèse de doctorat, Berlin 1910) http://gdz.sub.uni-goettingen.de/dms/load/img/? PID=PPN271032634%7CLOG_0002